# Like a Star in the Night
Like a Star in the Night è un singolo della cantante giapponese Mai Kuraki, pubblicato nel 2002 ed estratto dall'album Fairy Tale.

## Tracce
- CD

1. Like a Star in the Night
2. Give Me One More Chance
3. Like a Star in the Night: a capella ver.
4. Like a Star in the Night: Instrumental